# Dobrovleanî, Kaluș
Dobrovleanî (în ucraineană Добровляни) este un sat în comuna Pidmîhailea din raionul Kaluș, regiunea Ivano-Frankivsk, Ucraina.

## Demografie
Componența lingvistică a localității Dobrovleanî
     Ucraineană (99,93%)
     Alte limbi (0,07%)
Conform recensământului din 2001, majoritatea populației localității Dobrovleanî era vorbitoare de ucraineană (99,93%), existând în minoritate și vorbitori de alte limbi.